# Musée d'Art de Toledo
Le musée d'Art de Toledo, en anglais : Toledo Museum of Art, est un musée d'art situé dans la ville de Toledo, dans l'État de l'Ohio, aux États-Unis. Le musée possède une collection de 30 000 objets, mais il est particulièrement renommé pour sa collection de pièces de verre et les premières œuvres du musée proviennent de la collection du magnat du verre Edward Libbey (en).
Les espaces du musée, un bâtiment de style grec à colonnades, le pavillon du verre (Glass Pavilion récent, de 2006) et le jardin des sculptures, sont inclus avec l'université de Toledo dans les 32 acres et les sept bâtiments du Museum Campus.

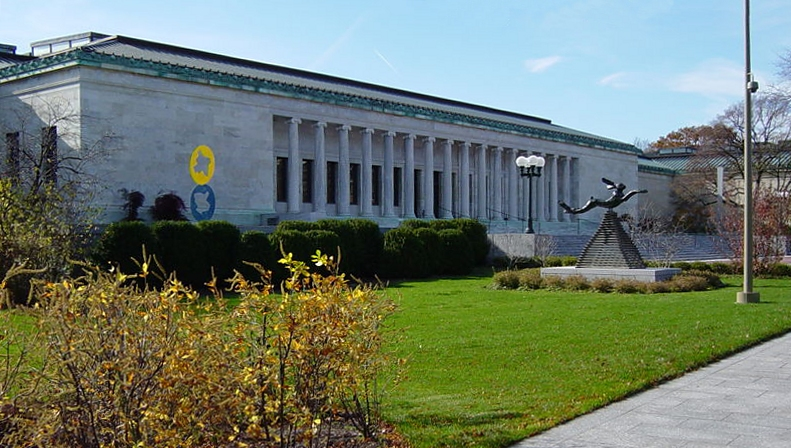
Le bâtiment de style grec et ses colonnades.

## Historique
Le musée est fondé en 1901 par l'artiste et industriel du verre Edward Libbey qui avait fait fortune dans la fabrication industrielle de bouteilles de verre et de panneaux de verre utilisés pour les pare-brises d'automobiles et la fenestration. Libbey est président du musée jusqu'en 1925 et, en 1912, sur le lieu actuel de l'institution, il assure la construction du bâtiment principal de style Greek Revival, dessiné par les architectes Edward B. Green et Harry W. Wachter.
L'édifice s'agrandit à deux reprises dans les années 1920 et 1930, notamment par l'adjonction en 1933 d'une aile est, nommée The Peristyle, qui abrite une salle de concert où se produit encore aujourd'hui l'Orchestre symphonique de Toledo.
Le musée connaît des ajouts plus récents, dont un Center for the Visual Arts, dessiné par Frank Gehry dans les années 1990, un parc de sculptures en 2001 et le Glass Pavilion (2006) aux audacieux murs de verre incurvés, œuvre de l'agence japonaise d'architecture SANAA, qui abrite maintenant la riche collection d'objets de verre de l'institution, ainsi qu'une imposante œuvre de Dale Chihuly.

## Collections
Outre la collection d'objets de verre et d'objets d'art, le musée possède des antiquités grecques et romaines peu nombreuses, mais remarquables. Le musée possède une grande collection de peintures qui couvre presque toutes les périodes, y compris le XXe siècle.
En 2019, l'institution conservait environ 25 000 objets répartis selon ces catégories:
- Arts décoratifs (1 103 objets)
- Verre (5 733 objets)
- Netsuke (550 objets)
- Peintures (645 objets)
- Sculptures (1 231 objets)
- Œuvres sur papier (4 184 objets)

## Tableaux conservés au musée d'Art de Toledo
Parmi les œuvres conservées par le musée, relevons : 
- Max Beckmann, The Trapeze, 1923[2]
- Jan Both, Travelers in an Italian Landscape, vers 1648-1650[3]
- James Brown, The Young Pedlar, 1850[4]
- Canaletto, Vue de la Riva degli Schiavoni, Venise, 1735-1739[5]
- Thomas Cole, Le Rêve de l'architecte, 1840[6]
- Piero di Cosimo, The Adoration of the Child, vers 1495-1500[7]
- Gustave Courbet, Le Treillis, 1862[8]
- Lucas Cranach le Jeune, Martin Luther and the Wittenberg Reformers, vers 1543[9]
- Edgar Degas, Portrait de Victoria Dubourg, 1868-1869[10]
- Henri Fantin-Latour, Flowers and Fruit, 1866[11]
- Jean-Honoré Fragonard, Le Colin-Maillard, 1750-1752[12]
- Paul Gauguin, Street in Tahiti, 1891[13]
- Artemisia Gentileschi, Loth et ses filles, vers 1636-1638[14]
- Adolph Gottlieb, Summer, 1964[15]
- Francisco de Goya, Niños del carretón, 1778[16]
- Le Greco, L'Annonciation, 1600-1610
- Vilhelm Hammershøi, Cour intérieure, 1899[17]
- Childe Hassam, Rainy Day, Boston, 1885[18]
- Winslow Homer, Sunlight on the Coast, 1890[19]
- Claude Lorrain, Paysage à la nymphe et au satyre dansant, 1641[20]
- Édouard Manet, Portrait d'Antonin Proust, 1880[21]
- Reginald Marsh, Pursuit, 1941-1942[22]
- Henri Matisse, Danseuse au repos, 1940
- Anton Mauve, A Dutch Road, vers 1880[23]
- Amedeo Modigliani Portrait de Paul Guillaume, 1915[24]
- Claude Monet, Les Nymphéas, vers 1922[25]
- Jean-Marc Nattier, Portrait de la princesse de Rohan, 1741[26]
- Pablo Picasso, Woman in a Black Hat, 1909[27]
- Nicolas Poussin, Mars et Vénus, vers 1633-4[28]
- Ad Reinhardt, Number 1, 1951, 1951[29]
- Pierre Paul Rubens, Le Couronnement de sainte Catherine, vers 1631[30]
- Paul Signac, Le Grand Canal à Venise, 1905[31]
- John Singleton Copley, Young Lady with a Bird and Dog, 1767[32]
- Alfred Sisley, L'Aqueduc de Marly, 1874[33]
- Jan Steen, Paysans devant une auberge, 1653[34]
- John Henry Twachtman, Lilacs in Winter, vers 1890-1900[35]
- Vincent van Gogh, Maisons à Auvers-sur-Oise, 1890[36]
- Élisabeth Vigée Le Brun, Portrait de la Comtesse de Cérès, 1784[37]
- Édouard Vuillard, La Salle Clarac, 1922[38]
- Hiroshi Yoshida, Kumoi Cherry Trees, 1926[39]

## Galerie

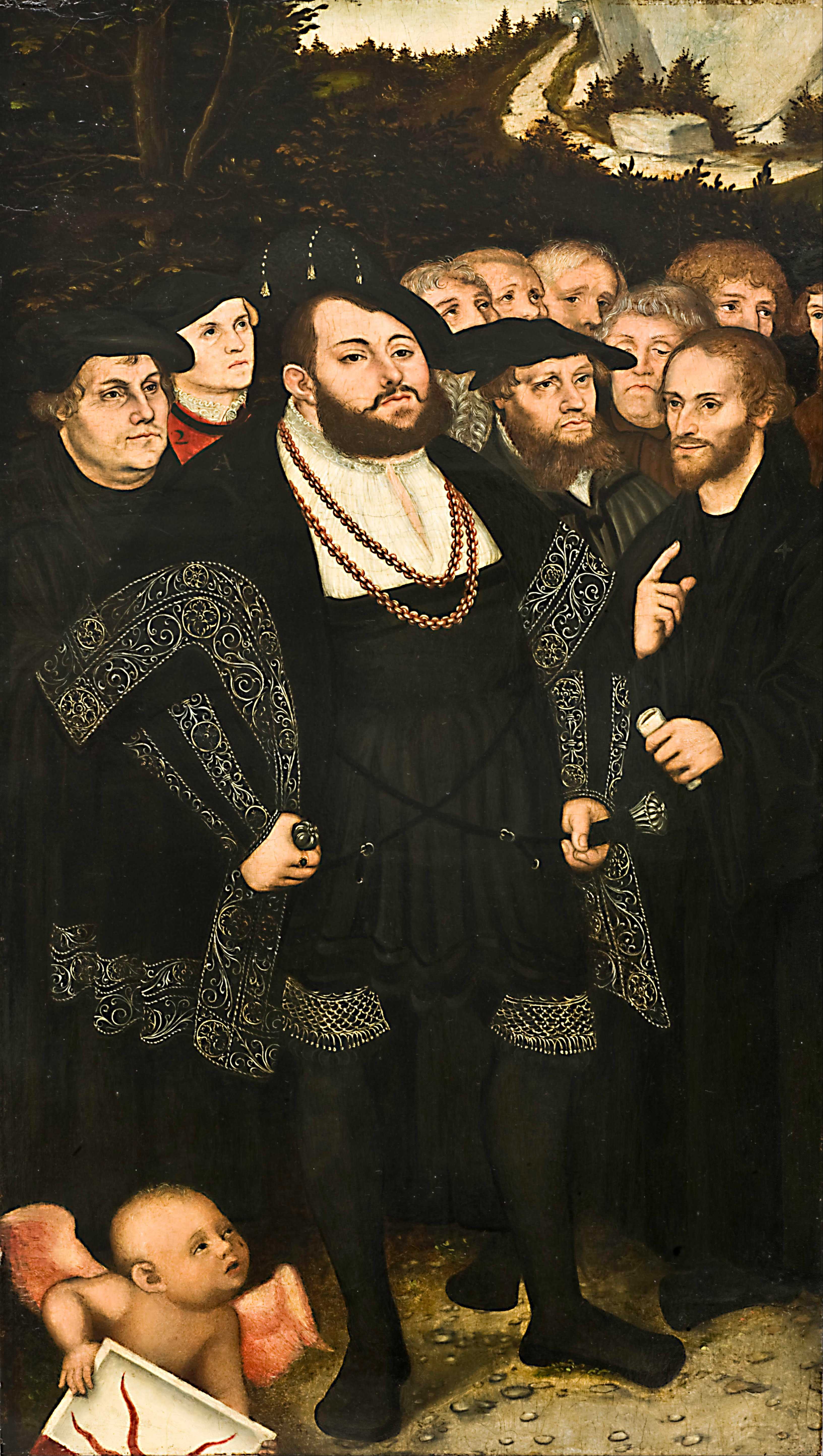
Lucas Cranach le Jeune, Martin Luther and the Wittenberg Reformers (v.1543)
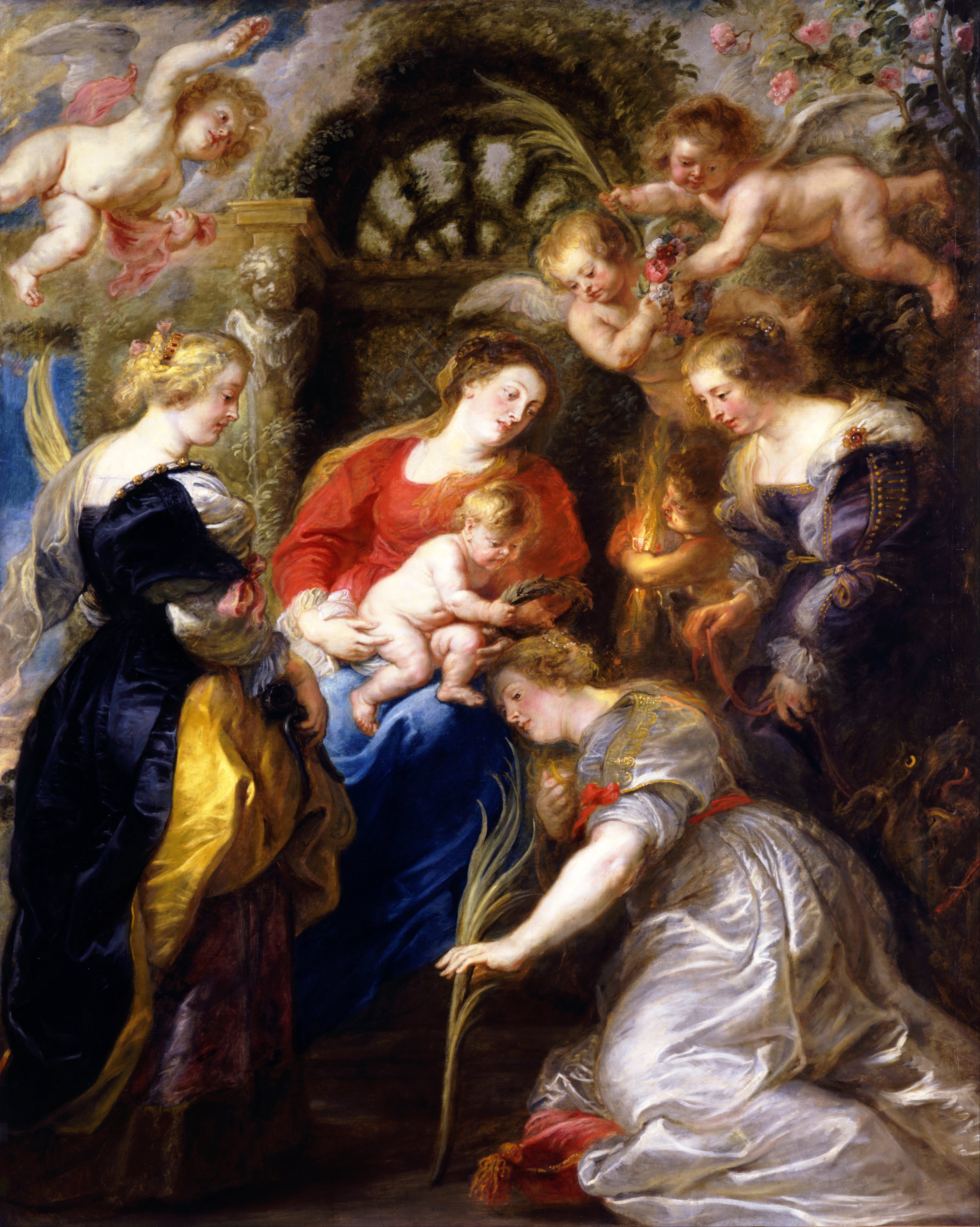
Rubens, Le Couronnement de Sainte Catherine (v.1631)
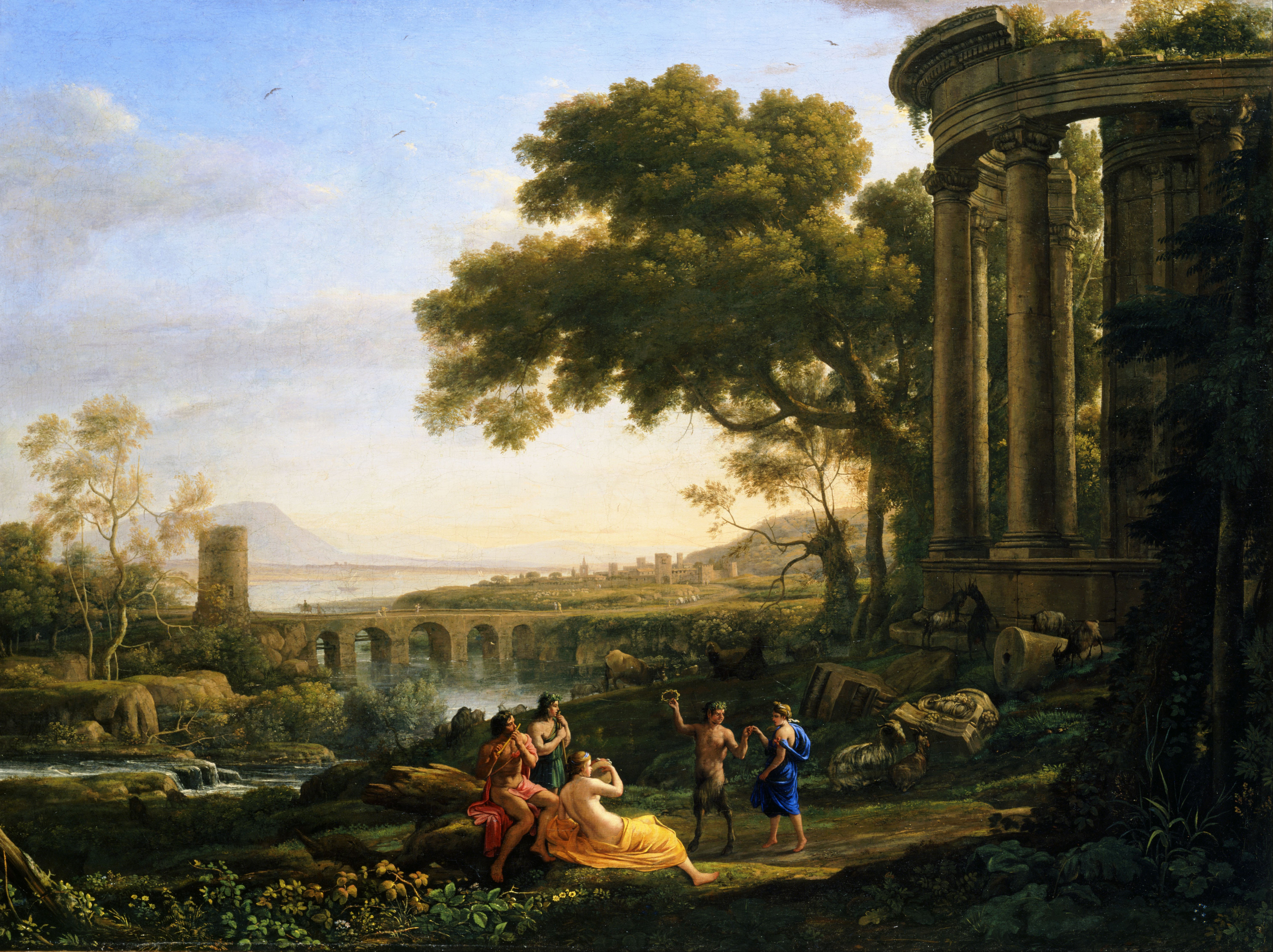
Claude Lorrain, Paysage à la nymphe et au satyre dansant (1641)
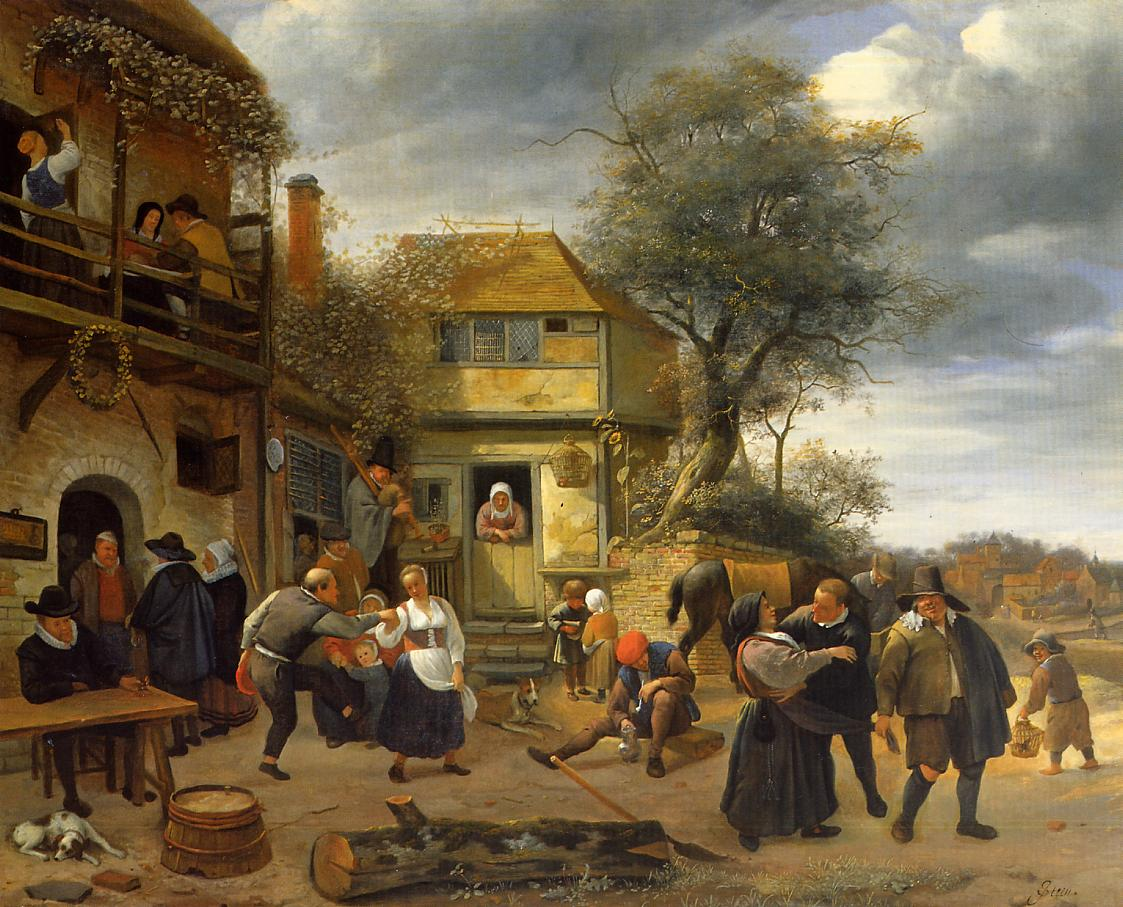
Jan Steen, Paysans devant une auberge (1653)
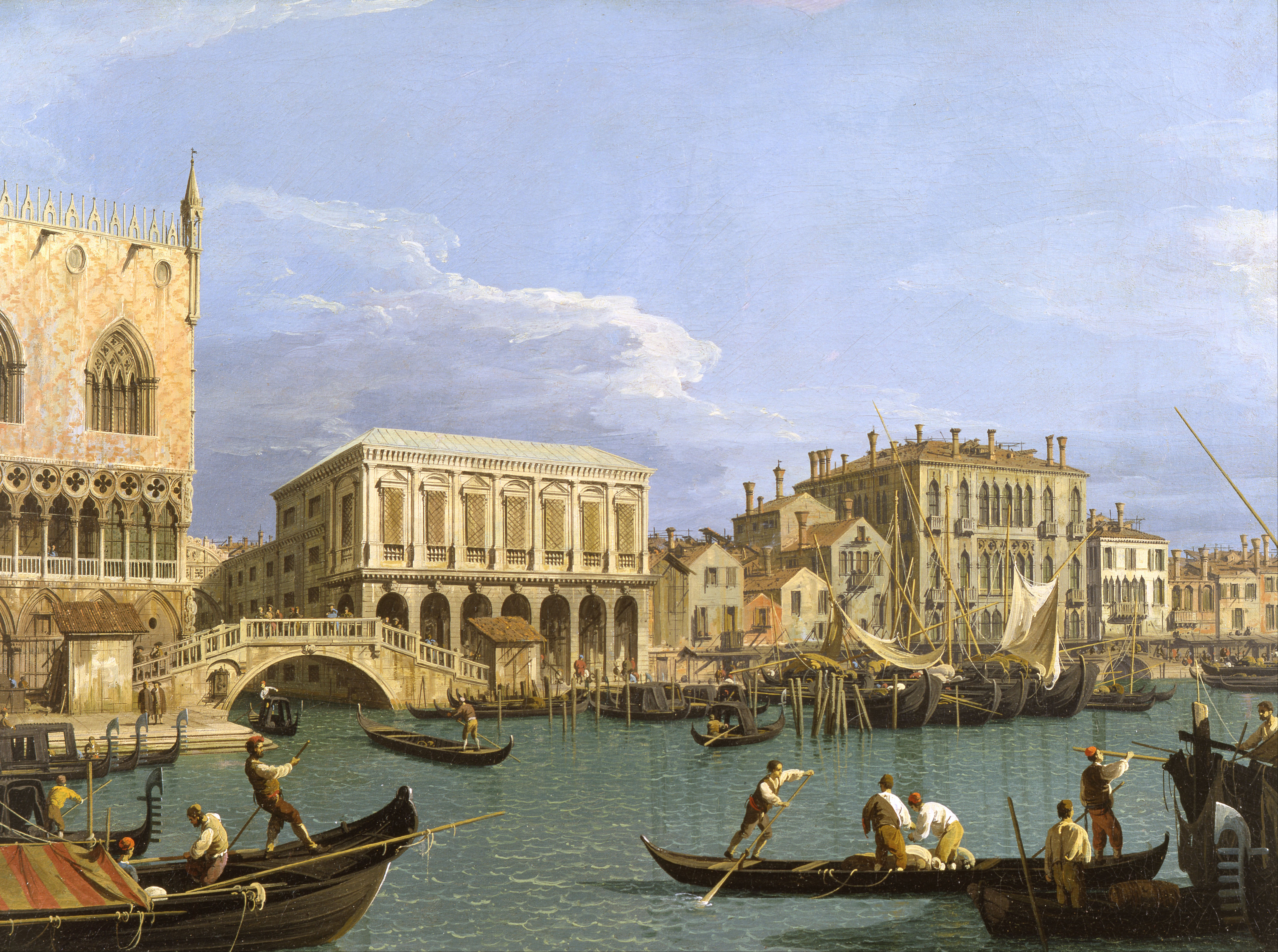
Canaletto, Vue de la Riva degli Schiavoni, Venise (1735-1739)
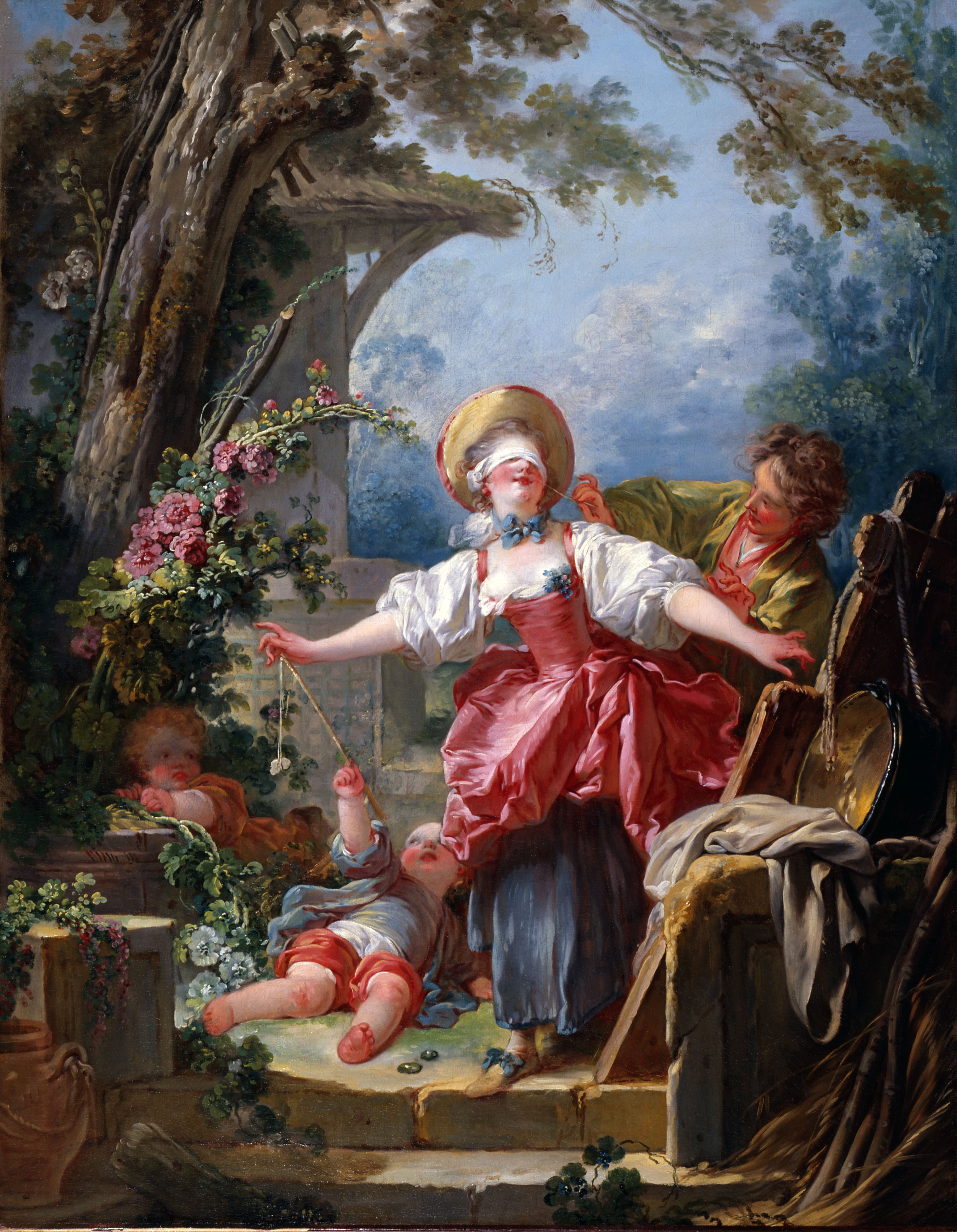
Jean-Honoré Fragonard, Le Colin-Maillard (1750-1752)
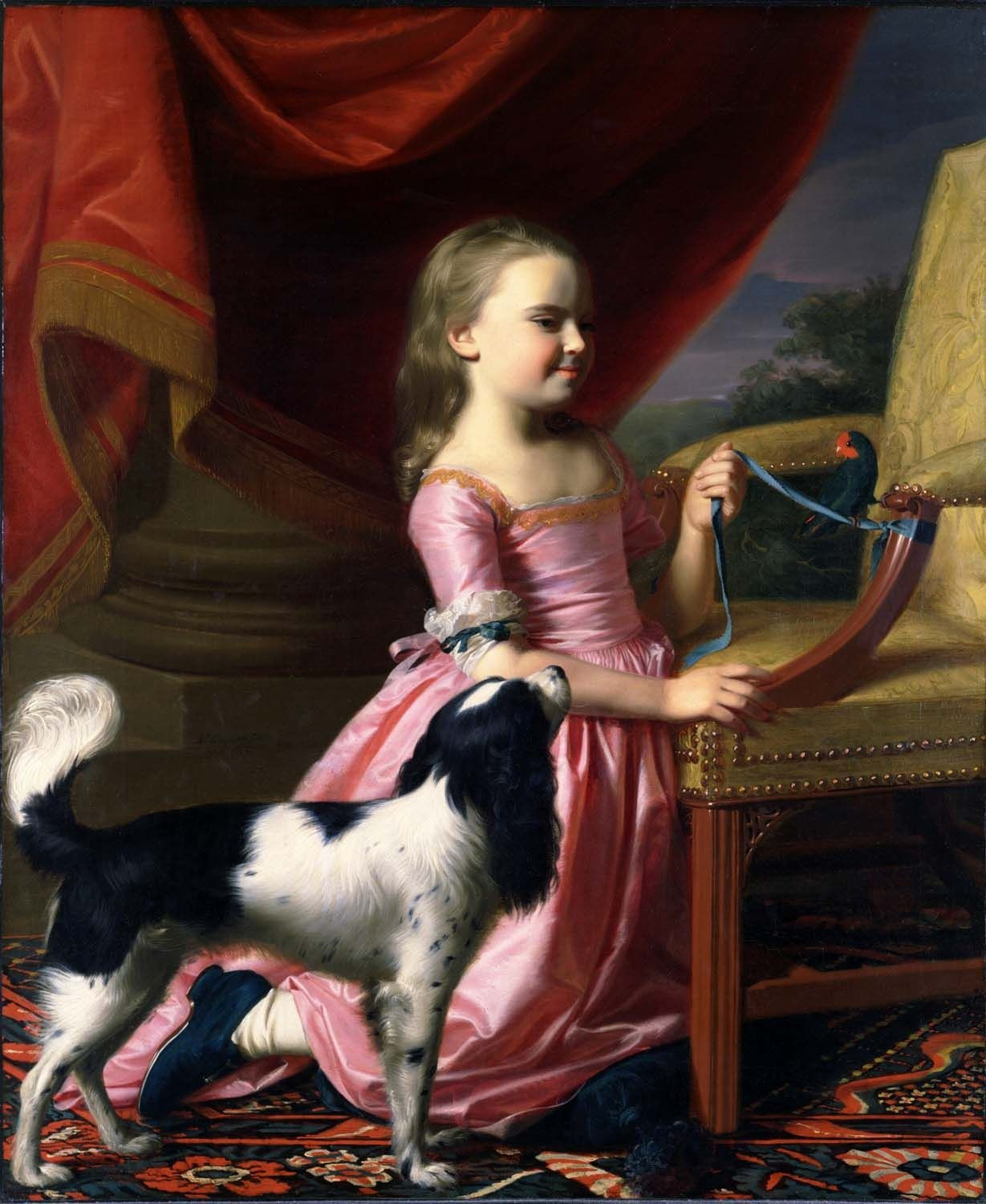
John Singleton Copley, Young Lady with a Bird and Dog (1767)
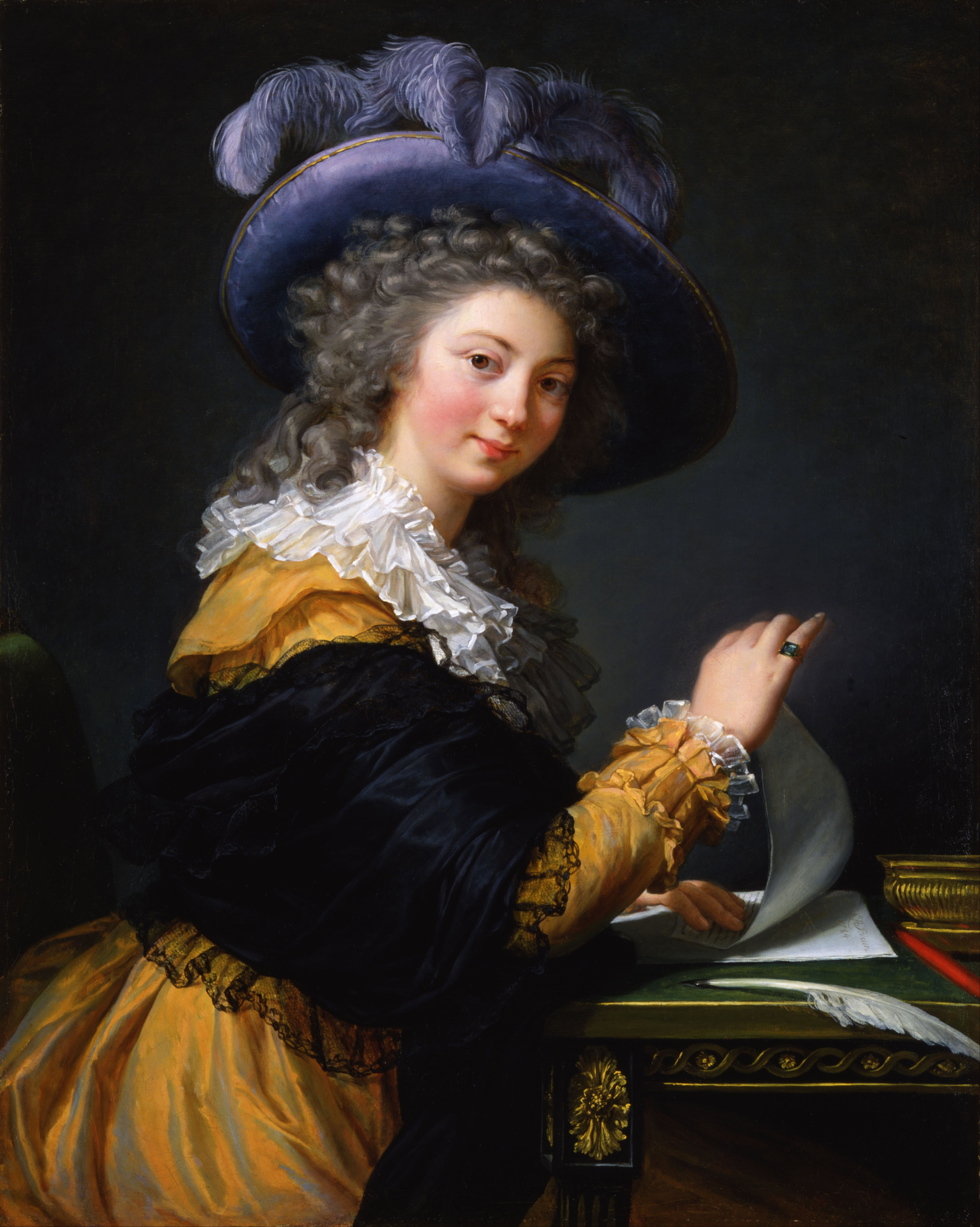
Élisabeth Vigée Le Brun, Portrait de la Comtesse de Cérès (1784)
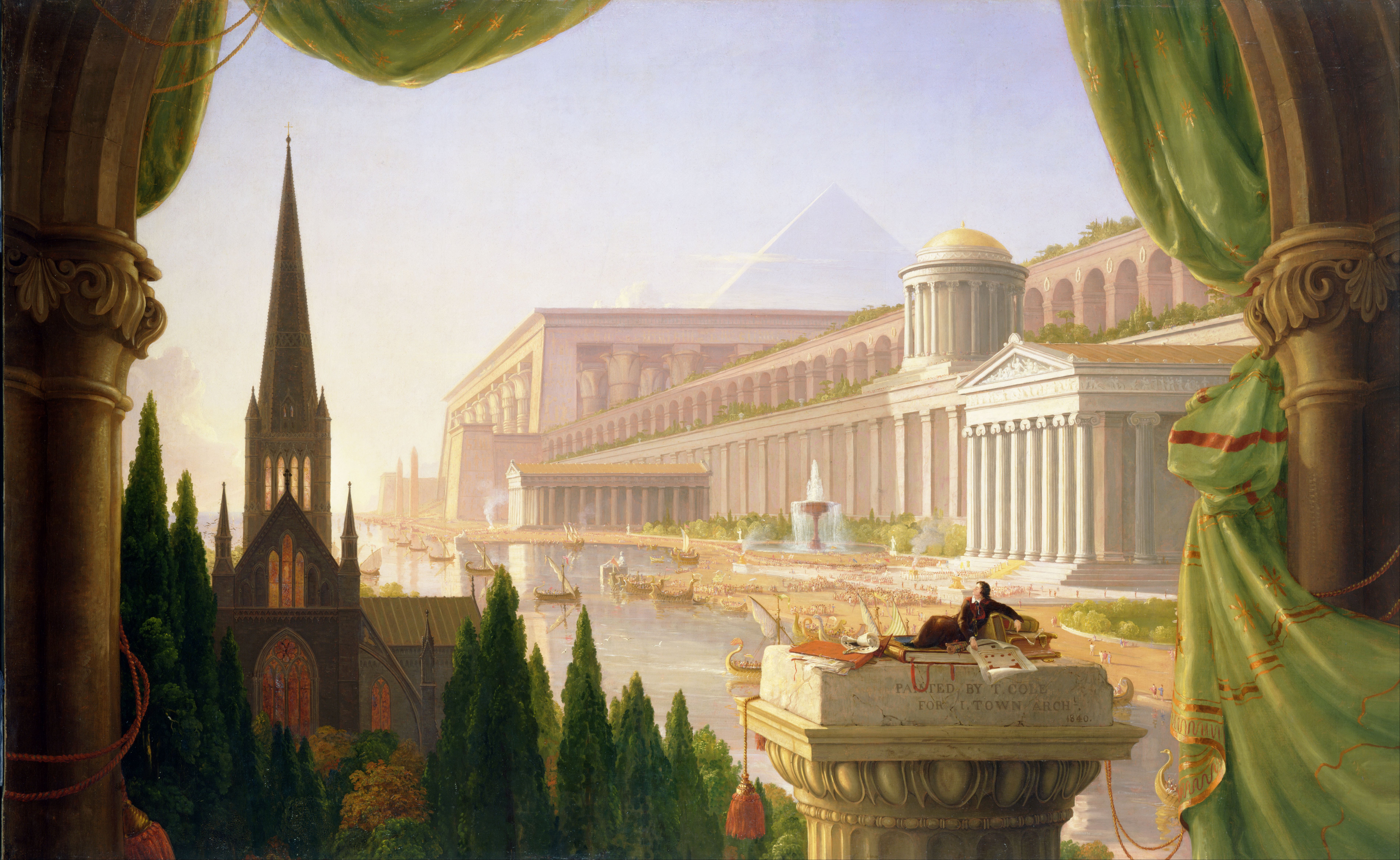
Thomas Cole, Le Rêve de l'architecte (1840)
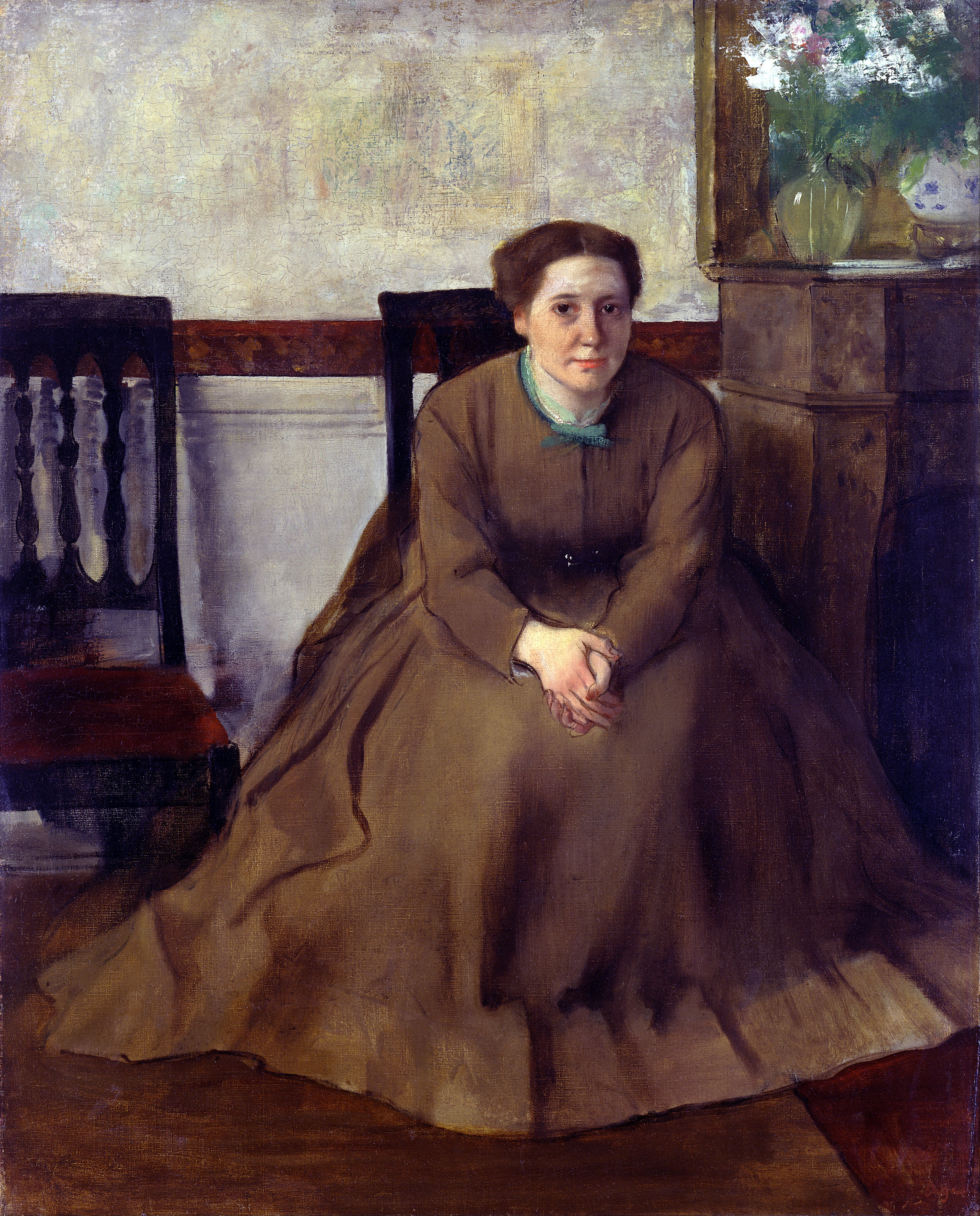
Edgar Degas, Portrait de Victoria Dubourg (1868-1869)
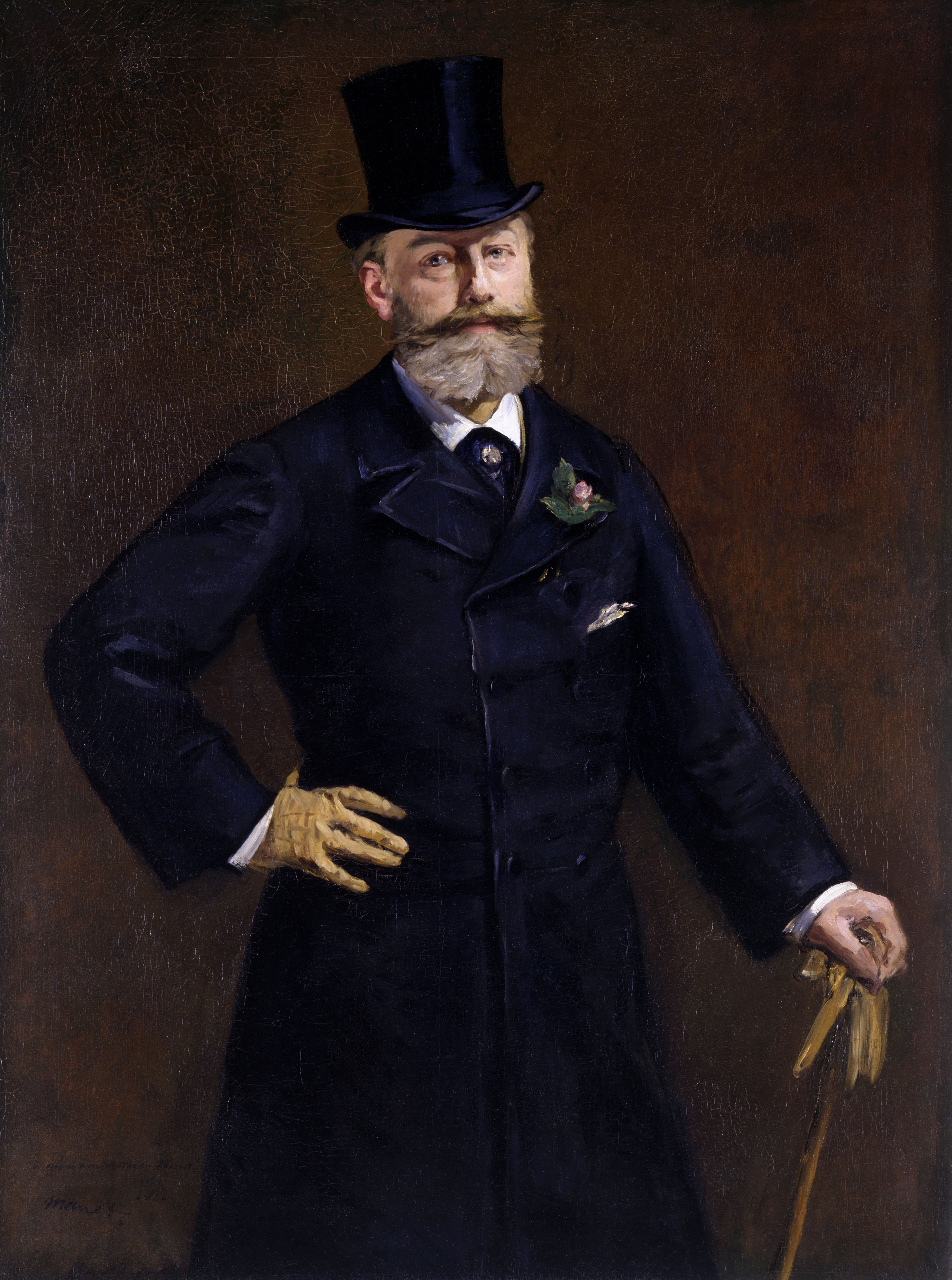
Édouard Manet, Portrait d'Antonin Proust (1880)
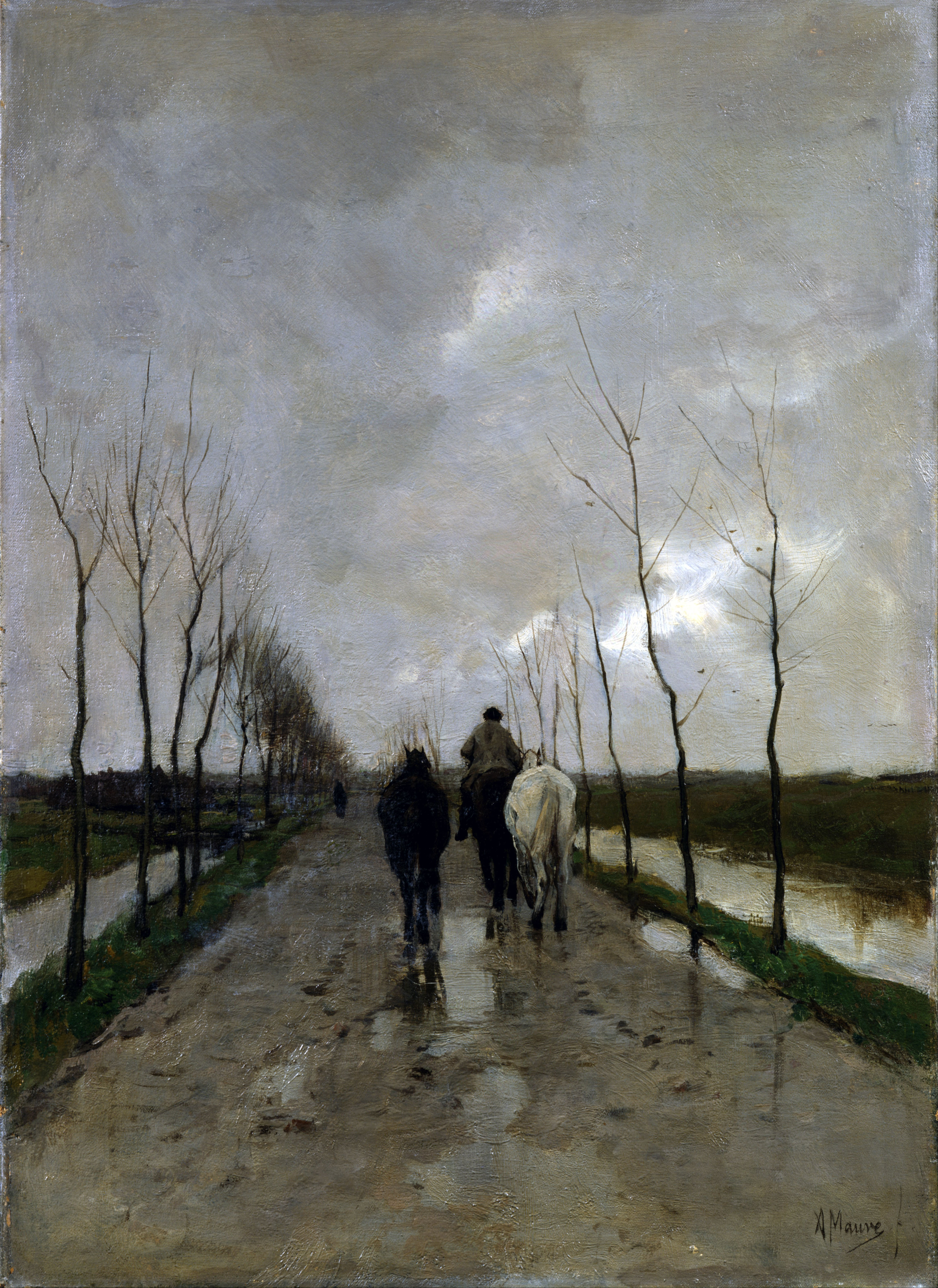
Anton Mauve, A Dutch Road (v.1880)
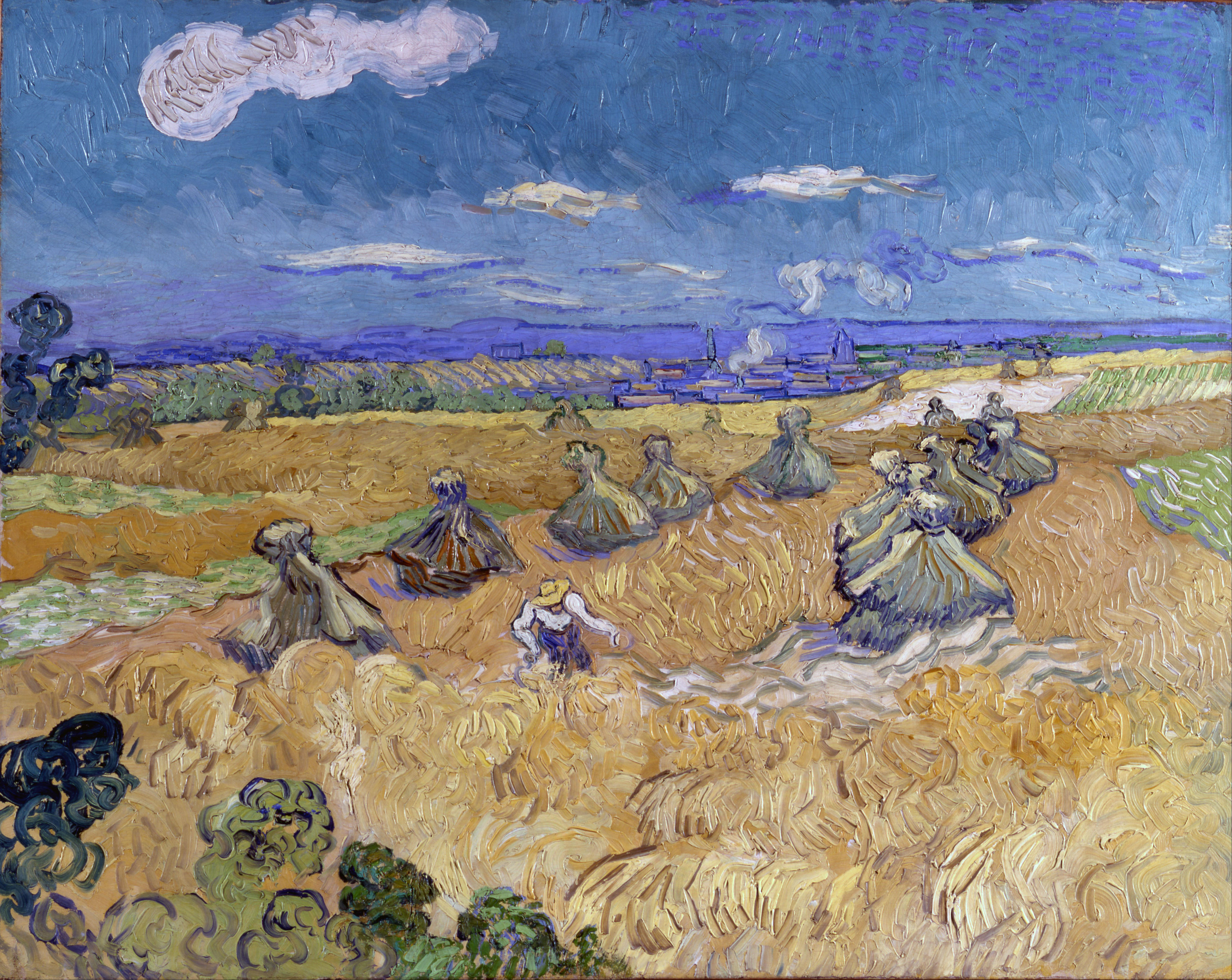
Vincent van Gogh, Champs de blé au faucheur, Auvers (1888)
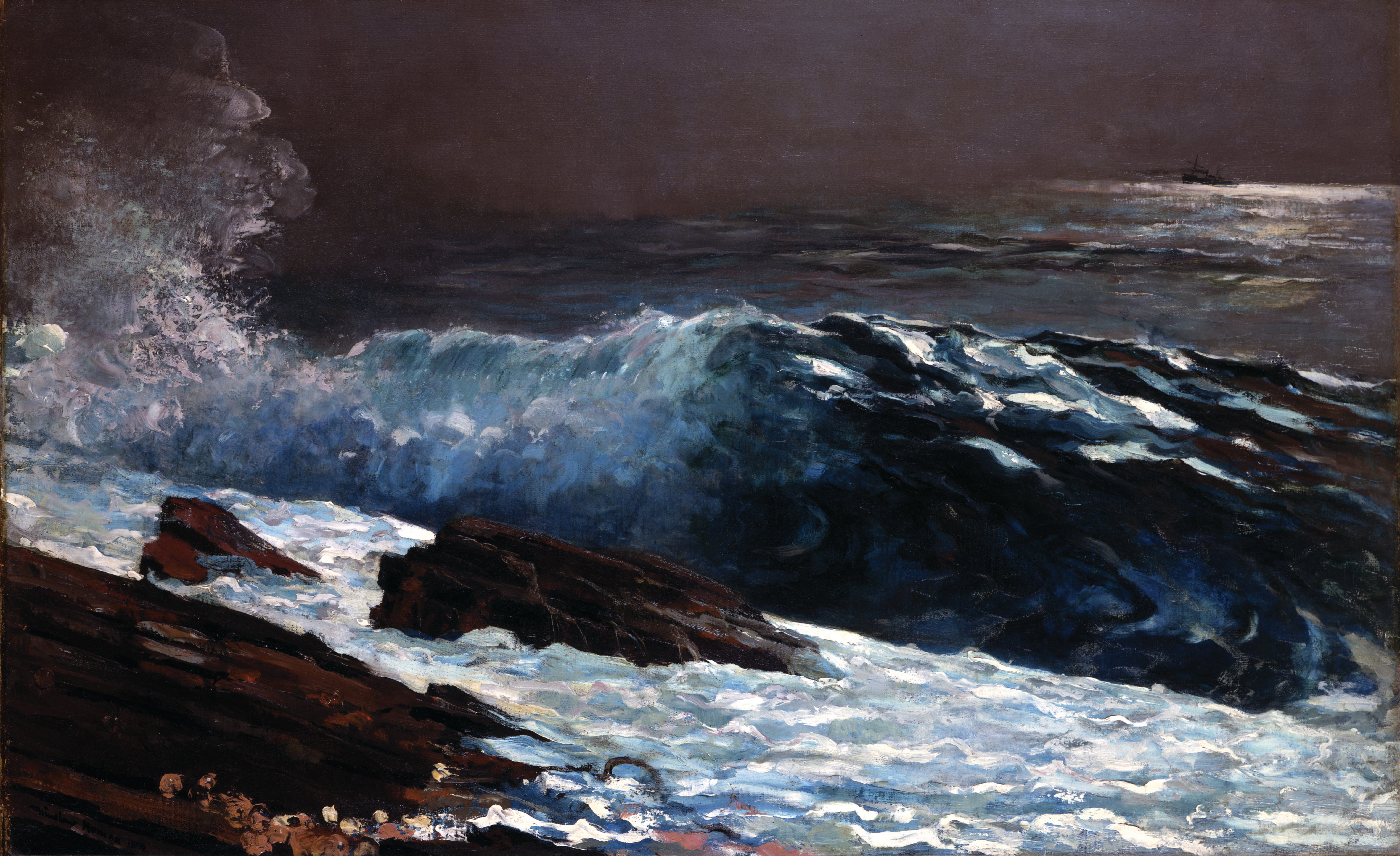
Winslow Homer, Sunlight on the Coast (1890)
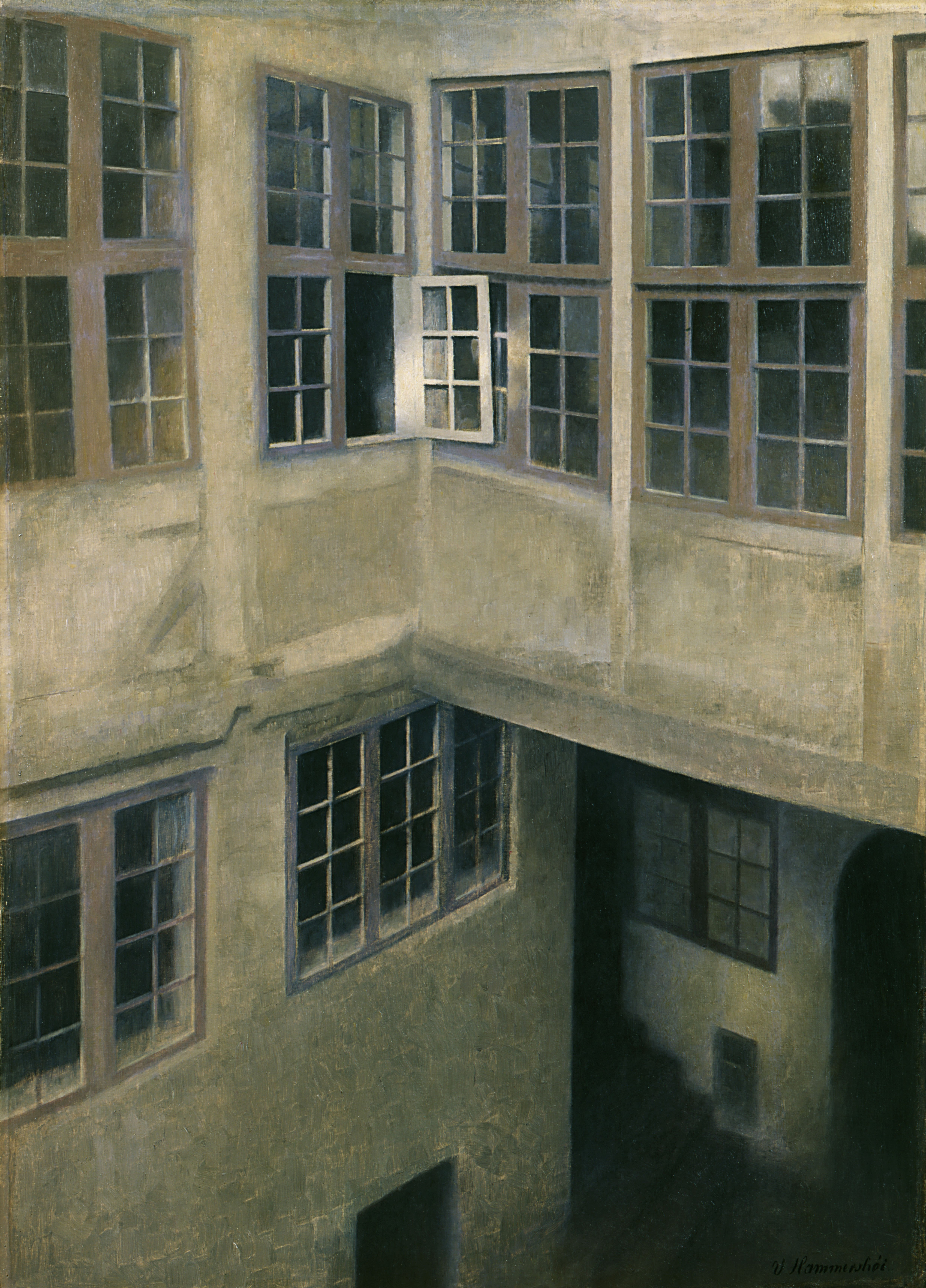
Vilhelm Hammershøi, Cour intérieure (1899)
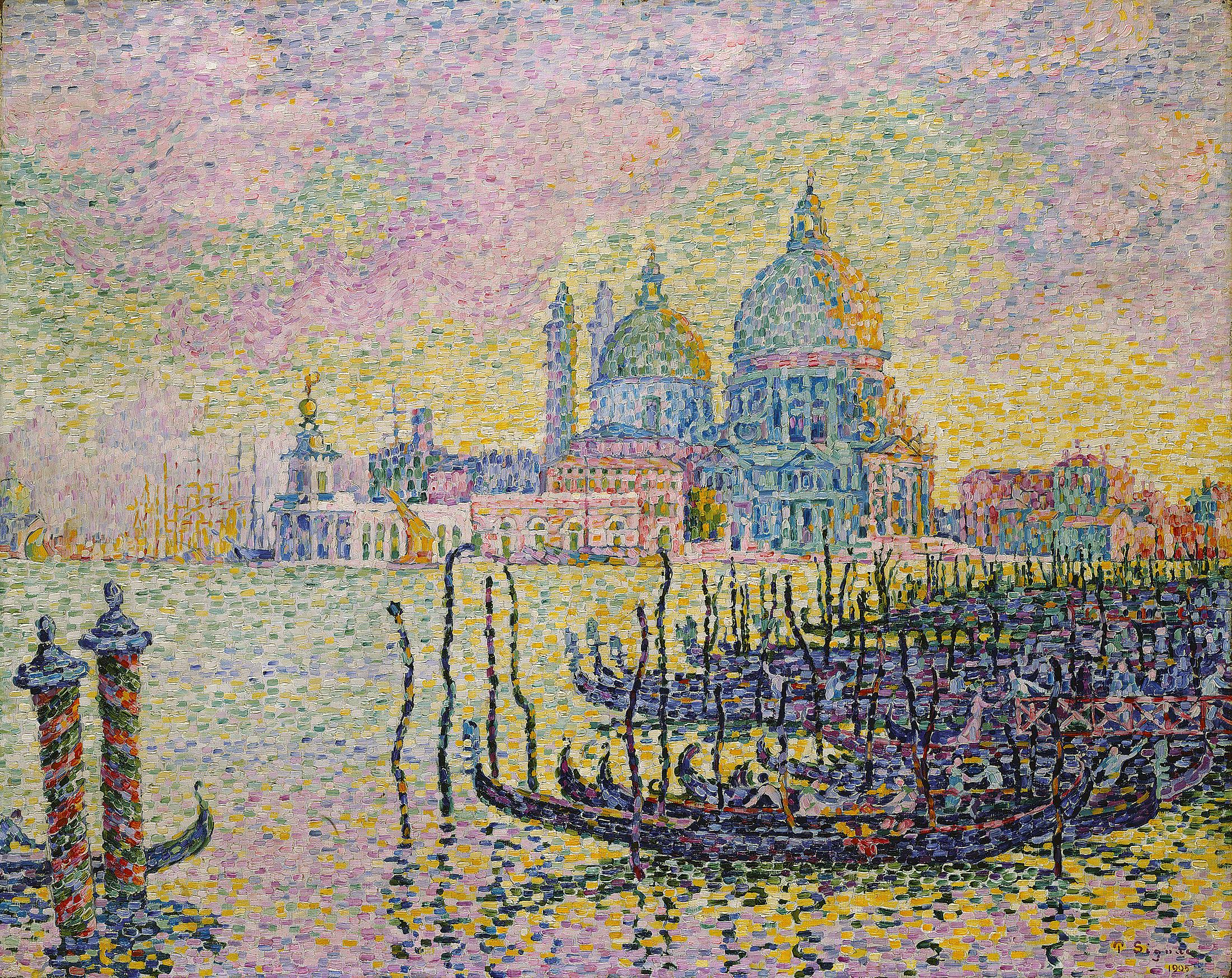
Paul Signac, Le Grand Canal à Venise (1905)
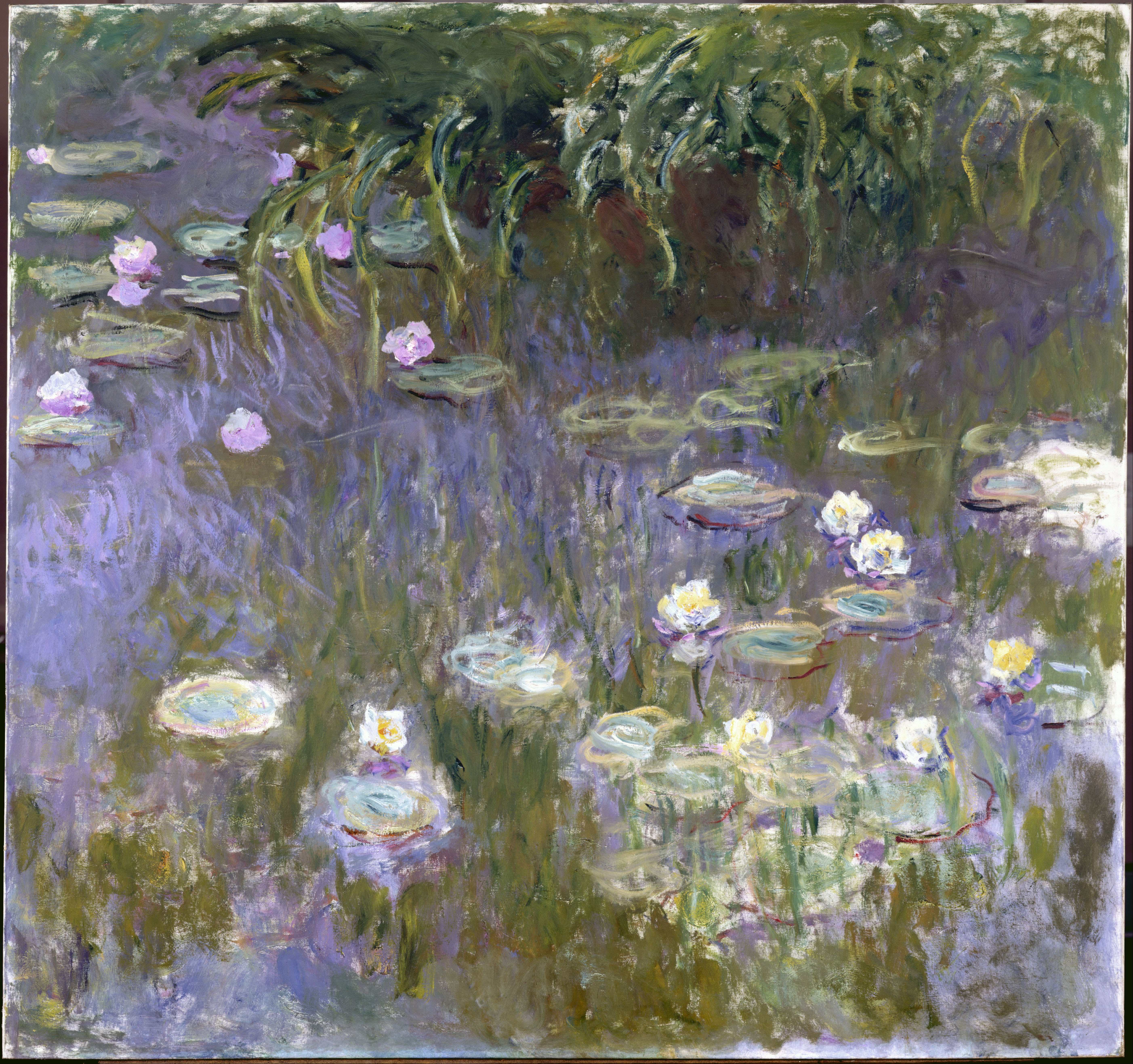
Claude Monet, Les Nymphéas (1914-1917)
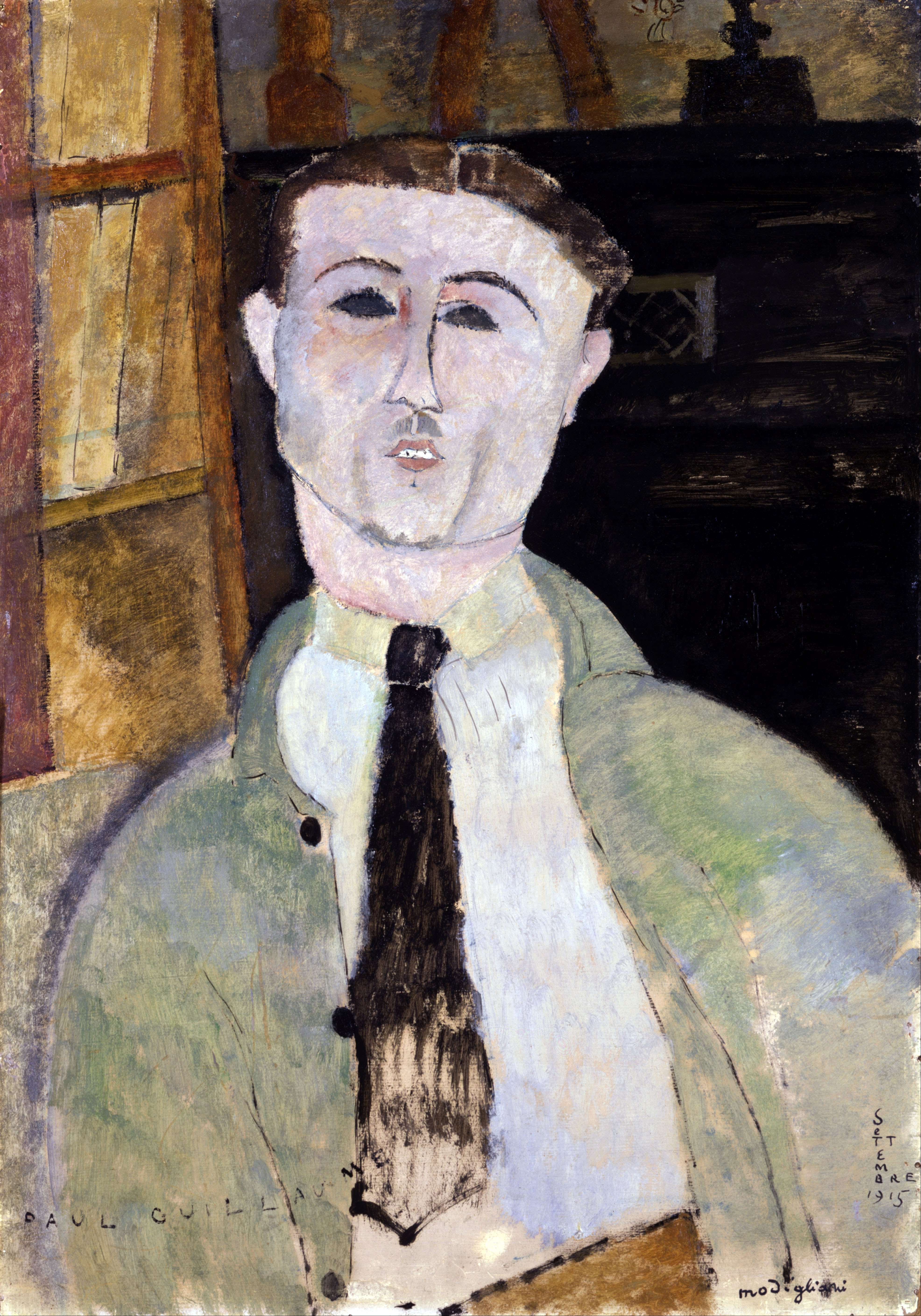
Amedeo Modigliani, Portrait de Paul Guillaume (1915)
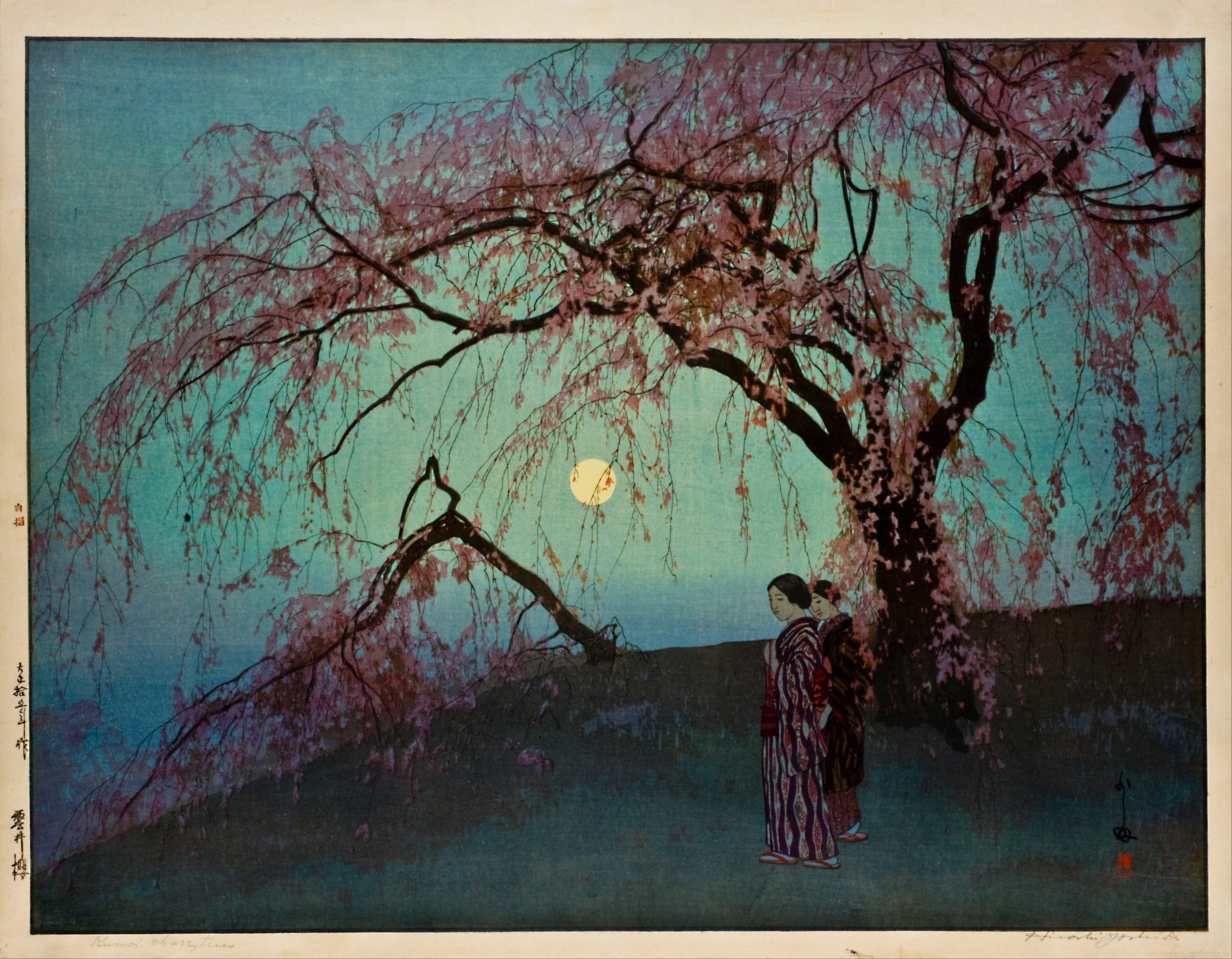
Hiroshi Yoshida, Kumoi-Zakura (1920)
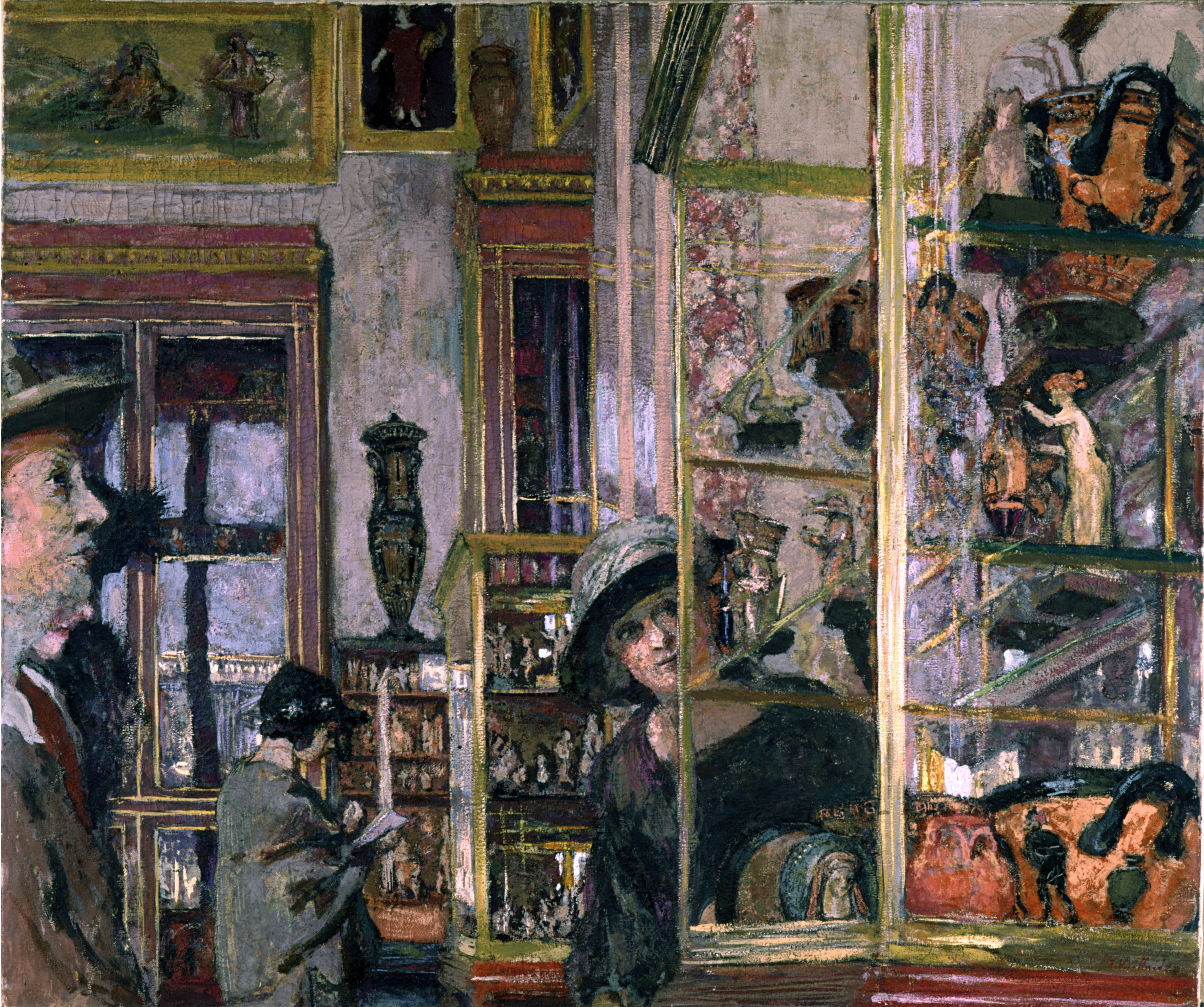
Édouard Vuillard, La Salle Clarac (1922)